# Monte Albo
El monte Albo es un macizo calcáreo situado en la parte centro-oriental de la isla italiana de Cerdeña, en la provincia de Nuoro. Se caracteriza por una línea de cresta a lo largo de 13 km con una altura media suiperior a los 1000 m s. n. m.
Los puntos más altos son dos cimas: Punta Catirina y Punta Turuddò. Las dos máximas elevaciones se encuentran una en frente de la otra y tienen una característica en particular, ambas alcanzando los 1127 m. Las otras cimas por encima de los mil metros son:
- Punta Ferulargiu, 1057 m;
- Punta Romasinu, 1055 m;
- Punta Su Mutrucone, 1050 m;
- Punta Gurturgius, 1042 m;
- Punta Cupetti, 1029 m.

Ha sido frecuentado por el hombre desde la antigüedad que ha construido también los nuragas, el más conocido de los cuales es el de Littu Ertiches.
Sobre el monte Albo encuentran su ambiente natural el águila real, el muflón, el jabalí, el azor sardo, la rara chova piquirrojo. La montaña es una meta para excursionistas, por collados como el Janna Portellìtos, 639 m.